# 茨米尼
51°17′45″N 25°50′34″E / 51.29583°N 25.84278°E
茨米尼（烏克蘭語：Цміни）是烏克蘭西部的村莊，隸屬沃倫州的卡明-卡希爾斯基區。該村始建於1577年，面積1.64平方公里，海拔高度180米，2001年人口945，人口密度每平方公里576.22人。